# Frank Beckenbach
Frank Beckenbach (* 1950) ist ein deutscher Ökonom.  
Er habilitierte sich 1999 und ist seit Oktober 1999 Professor für Umweltökonomie an der Universität Kassel (Fachgebiet für Umwelt- und Verhaltensökonomik). Er lehrt und forscht vor allem in den Bereichen Umweltökonomik, Verhaltensökonomik, Ökologische Ökonomie, Begrenzte Rationalität, Evolutionsökonomik, Multi-Agenten-Systeme und Innovation.
Beckenbach kritisiert, dass viele mathematische Modelle zum Abbilden oder zur Erklärung ökonomischer Prozesse, die in der Volks- und Betriebswirtschaft gelehrt werden, ungeeignet sind. Er kritisiert, dass viele Ökonomieprofessoren trotz des „eklatanten Versagens“ beim Diagnostizieren der Banken- und Finanzkrise sowie der Staatsschuldenkrise im Euroraum am „Business as usual“ festhalten.
Beckenbach ist Mitglied der Gesellschaft für sozioökonomische Bildung und Wissenschaft (GSÖBW).
2015 erhebt er in einem Projekt, wie vielfältig wirtschaftswissenschaftliche Studiengänge in Deutschland sind.